# Ossian Koschell

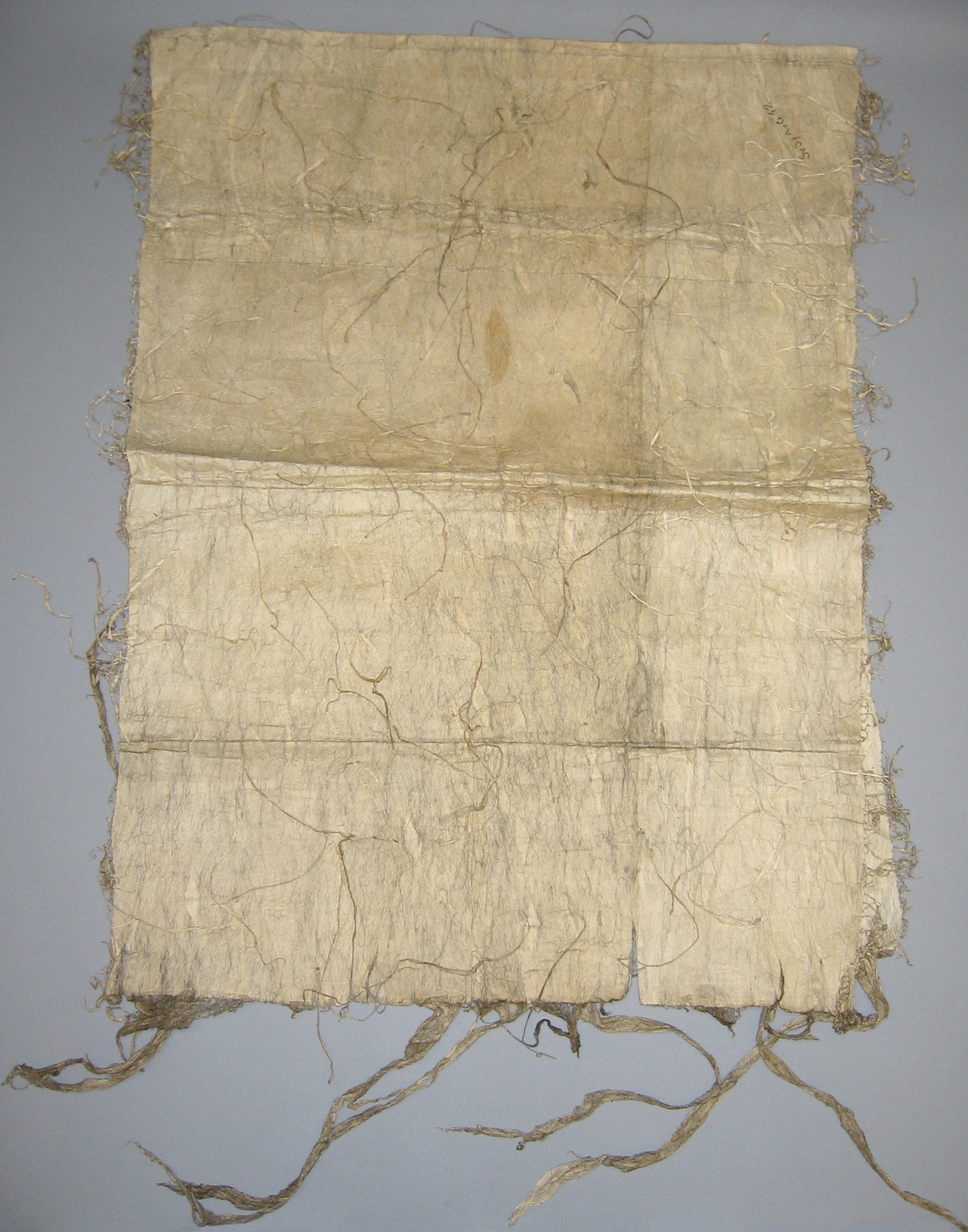
1900.32.0042. Barktyg (Tapa) från Fiji, ur Etnografiska museets samlingar.

Ossian Waldemar Koschell, född den 20 maj 1837 på Odenstads säteri i Gillberga socken, Värmland, död den 11 januari 1922 i Helsingborg, var en svensk bankkassör.

## Biografi
Ossian Koschell var son till majoren och postmästaren Georg Koschell (1783–1850) och Anna Maria Wärn (född 1807) samt hade två bröder, Georg Petter Jarl (född 1828) och Albin Wilhelm (född 1831). Han var lärjunge vid Visby trivialskola 1846–1851, flyttade 1891 till Charlottenburg på Reimersholme, då en del av Brännkyrka socken, och runt sekelskiftet 1900 till Helsingborg, där han dog den 11 januari 1921, vid 83 års ålder.
Koschell insamlade ett antal föremål från Fiji-öarna, bland annat kastklubbor, snäckor, ett barktyg och en stenyxa, samt fotografier (landskap och porträtt från Ovalau, Vanua Levu, Viti Levu, Taveuni och Cicia). De flesta av fotografierna är med stor sannolikhet tagna av den engelskfödde, australiensiske fotografen Francis Herbert Dufty (1846–1910), som var verksam i Australien och Fiji åren 1865–1892. Föremålen och fotografierna ställdes ut på Allmänna etnografiska utställningen i Stockholm 1878–1879 och finns idag på Etnografiska museet i Stockholm.

Amerikanska konsulatet i Levuka.
Bergsklättrare från Viti Levu (Kai Colo-folket).
Plantage på Ovalau.

## Testamente
Koschell donerade i sitt testamente dels 10 000 kr vardera till församlingarna Tyresö (Stockholm), Billingsfors (bruksförsamling i Wedbo härad på Dal), Gillberga (Värmland), Maria Magdalena (Stockholm) och Maria (Helsingborg), att förvalta under namnet Ossian Koschells donationsfond, dels dödsboets slutliga behållning till Visby högre allmänna läroverk för att bilda en stipendiefond.
I testamentet, upprättat den 7 november 1913, kan man läsa följande vad gäller donationen till de fem församlingarna: "Endast den årliga ränteafkastningen på kapitalet, hvilket aldrig får förminskas eller tillgripas, skall på min födelsedag den 20 maj, utdelas bland de mest behöfvande och välartade skolbarn under 15-års åldern. Gåfvan, som bör utgöra minst Femtio (50) kronor, hvarje gång den utdelas, skall oafsedt den ett eller flera år i rad tillfaller samma barn, insättas å sparbanksbok, för wederbörande barns räkning, mot högsta ränta, och får ej lyftas förr än barnet uppnått femton års ålder".
I tidningen Vestkusten den 9 februari 1922 kan man läsa om donationen till Visby högre allmänna läroverk: "GOTTLAND. Storartad donation. Den 11 jan. afled i Helsingborg f. d. bankkamreraren Ossian Waldemar Koschell. Den aflidne, som var den siste af sin ätt, har donerat ett belopp af 45,000 kr till Visby högre allmänna läroverk för att bilda en stipendiefond under donators namn". Detta finns också med i testamentet: "Boets slutliga behållning, sedan begrafningskostnader och möjligen varande skulder, föreskrifna donationer och boutredningsmannaarvodet blifvit guldne, öfverlemnas till Wisby högre allmänna elementar läroverk, att af dess Lärarekollegium förvaltas och i syfte att den på kapitalet, som aldrig får förminskas, årligen uppkommande räntan skall utdelas till en eller flera lärjungar, enligt Kollegiets beslut. Donationen benämnes: Ossian Koschell´s Stipendiums fond". Beloppet 45 000 kr finns också med i räkenskapsboken för Ossian Koschells dödsbo.
Förtecknade föremål ur lösöreboet, bland annat guld-, silver-, kristall-, glas- och porslinsföremål, porträtt, möbler och statyetter, av vilka de flesta tillhört Koschells släkt i över hundra år, testamenterade han till Nationalmuseum och Nordiska museet i Stockholm. I testamentet kan man läsa: ”För den händelse respective Museistyrelser icke skulle anse förenämnda saker och effekter värda nog att med de öfriga samlingarna införlifvas, så förordnar jag härmed att, sedan wederbörande utvalt de föremål, som äro för samlingarna lämpliga, alla de öfverblifna föremålen skola tillfalla Gotlands Fornsal i Wisby för att derstädes ständigt förvaras”.